# Oluf Olsson
Oluf Olsson, född 30 maj 1873, död 25 juni 1947, var en dansk gymnast.
Olsson tävlade för Danmark vid olympiska sommarspelen 1906 i Aten, där han var med och tog silver i lagtävlingen i gymnastik. Vid olympiska sommarspelen 1908 i London var Olsson en del av Danmarks lag som slutade på fjärde plats i lagmångkampen.
Vid olympiska sommarspelen 1912 i Stockholm var Olsson med och tog brons i lagtävlingen i fritt system. 